# Synema plorator
Synema plorator är en spindelart som först beskrevs av O. Pickard-Cambridge 1872.  Synema plorator ingår i släktet Synema och familjen krabbspindlar. Inga underarter finns listade i Catalogue of Life.